# Ian Astbury
Ian Robert Astbury (n. Cheshire, Inglaterra, 14 de mayo de 1962) es un cantante, músico de rock y actor británico. Es reconocido por ser el líder de la famosa agrupación The Cult y también por ser el cantante de la banda de blues rock The Doors of the 21st Century, formada por antiguos miembros de The Doors en 2002. Esta figurado en el puesto 90 en el listado Los 100 mejores vocalistas del Metal de todos los tiempos.

## Biografía

### Primeros años
Astbury nació en Heswall, en Cheshire (Inglaterra), el 14 de mayo de 1962. Lo nombraron después de su padre Robert Astbury, que era un marino mercante, por lo que mantuvo a la familia en movimiento mientras Ian era joven. Creció entre Merseyside, luego de Liverpool, a continuación, Glasgow (Escocia). Emigró a Canadá en el año 1973, cuando tenía once años. Se trasladó a Belfast, en Irlanda del Norte en el año 1979, luego de Brixton, Inglaterra, y eventualmente terminó en Bradford Inglaterra, en el otoño de 1981. Su madre murió de cáncer en su cumpleaños número 17 y su padre también murió de cáncer cuando Ian tenía 29 años.

### Comienzos con The Cult

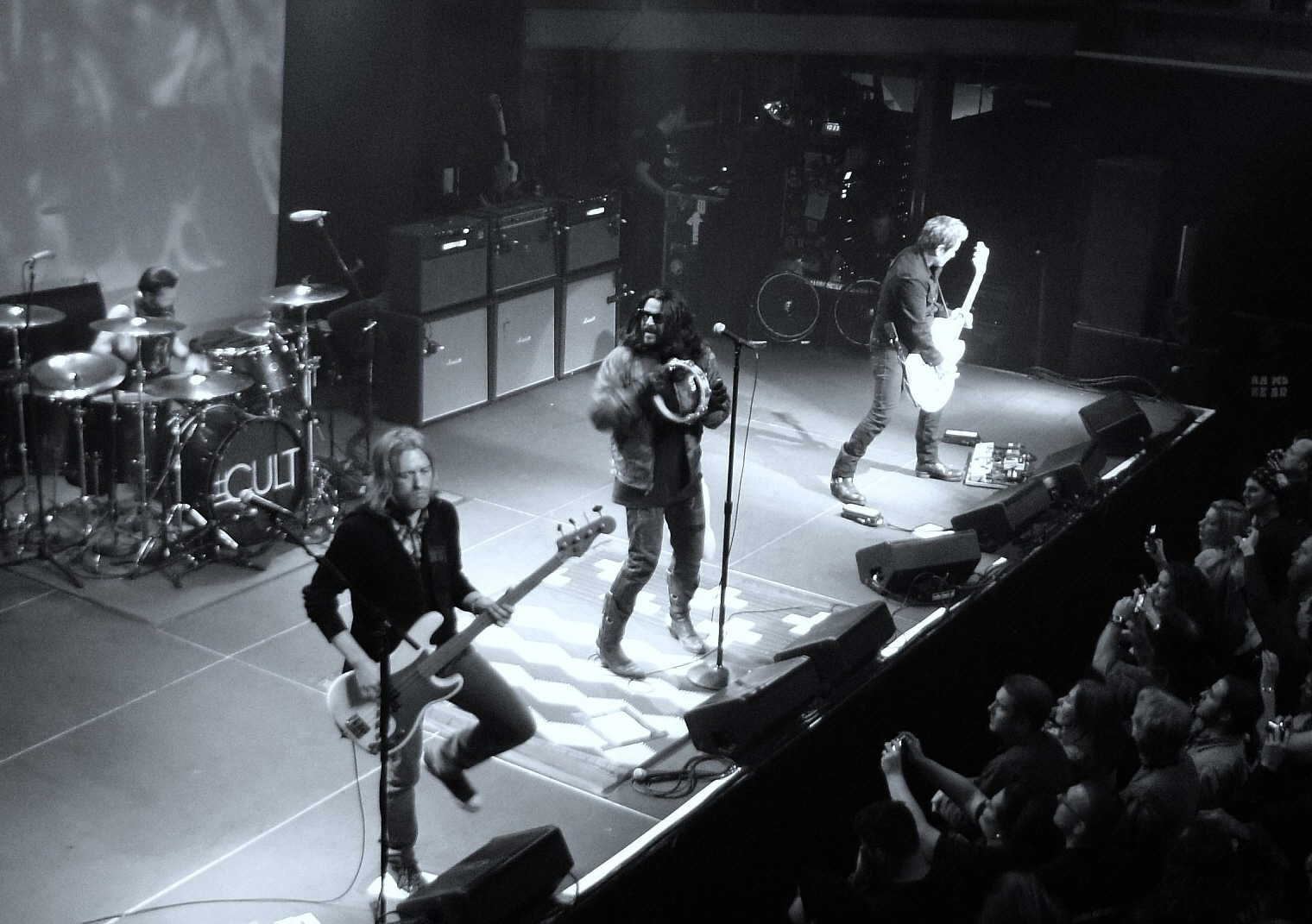
The Cult en 2010: Derecha a izquierda: Billy Duffy (guitarra), Ian Astbury (voz), John Tempesta (batería), y Craig Adams (bajo).

En el año 1980 fue a Liverpool, donde estaba activo la escena punk. Después de un período de vida en las sentadillas y durmiendo a la intemperie, se trasladó a Bradford a finales de ese mismo año. En el año 1981, Astbury se unió a una banda local como la voz principal y la renombró a Southern Death Cult, en honor a una tribu norteamericana del delta del Misisipi de los siglos XIV y XV. Esta formación se prolongó hasta marzo de 1983, cuando fue disuelta. Junto con el guitarrista Billy Duffy, el bajista Jamie Stewart y el baterista Raymond Taylor Smith, Astbury formó una nueva banda, llamada Death Cult, para luego acortar el nombre a The Cult.  Con esta agrupación editó un total de veintitrés discos de estudio.

### Proyectos paralelos
Luego de la primera separación de la banda, en el año 1995; Astbury se lanzó como solista y editó dos trabajos discográficos: Spirit\Light\Speed (2000) y BXI (2010).En 1996 forma Holy Barbarians y lanza el disco Cream. En el año 2002, es convocado para ser la voz reemplazante del fallecido Jim Morrison en la famosa agrupación de rock blues y psicodelia, The Doors, con dos miembros originales: Ray Manzarek (teclados), Robby Krieger (guitarra). En la batería colabora Ty Dennis. La banda fue rebautizada como The Doors of the 21st Century. En el año 2003, Astbury también lleva a cabo con los miembros supervivientes de MC5, un concierto en el 100 Club de Londres, antes de que finalmente retorne a su antigua agrupación, The Cult con Billy Duffy de nuevo en el año 2006, para una serie de fechas en vivo y rumores de reediciones y otra recopilación de grandes éxitos.

## Discografía

### Con The Cult
- Death Cult EP (como "Death Cult" – grabaciones de 1983; relanzadas en CD en 1988, remasterizadas y relanzadas con canciones adicionales en 1996 con el título Ghost Dance)
- Dreamtime (1984)
- Dreamtime Live at the Lyceum (septiembre de 1984) (en vivo)
- Love (1985)
- Electric (1987)
- Sonic Temple (1989)
- The Singles Collection: 1984-1990 (1990)
- Ceremony (septiembre de 1991)
- Pure Cult: For Rockers, Ravers, Lovers and Sinners (febrero de 1993) (recopilación de grandes éxitos)
- Live Cult (febrero de 1993) (álbum doble en vivo)
- Sanctuary Mixes MCMXCIII, volumen uno (febrero de 1993)
- Sanctuary Mixes MCMXCIII, volumen dos (febrero de 1993)
- The Witch (EP) (1993)
- The Cult (octubre de 1994)
- High Octane Cult (noviembre de 1996) (recopilación de grandes éxitos para E.U. y Japón)
- Pure Cult: The Singles 1984 - 1995 (junio del 2000) (recopilación de grandes éxitos)
- Rare Cult (noviembre del 2000) (box set; sólo 15000 copias)
- The Best of Rare Cult (noviembre de 2000) (recopilación del box set Rare Cult)
- Beyond Good and Evil (junio del 2001)
- Rare Cult: The Demos Sessions (julio del 2002) (box set; sólo 3000 copias)
- Born Into This (octubre de 2007)
- Choice Of Weapon (2012)
- Electric Peace (2013)
- Hidden City (2016)

### Como solista
- Spirit\Light\Speed (2000)
- BXI (2010)

### Holy Barbarians
- Cream  (1996)

### Participaciones especiales
- Boris - BXI.
- Unkle - War Stories on "Burn My Shadow".
- Unkle - War Stories on "When Things Explode".
- Unkle - Forever (álbum de Unkle).
- Tony Iommi - Iommi on "Flame On".
- Deborah Harry - Def Dumb & Blonde on "Lovelight".
- Slash — Slash on "Ghost".
- Circus of Power - Magic and Madness on "Shine".